# Alfecca Meridiana
Alfecca Meridiana es el nombre de la estrella α Coronae Australis (α CrA / HD 178253), de magnitud aparente +4,10, la más brillante de la constelación de Corona Austral junto con β Coronae Australis, ambas de brillo similar. El nombre de Alfecca proviene del árabe an-na´ir al-fakkah, «la que brilla en el agujero», en referencia al círculo de estrellas que forma la corona. La palabra Meridiana procede del latín, y parece aludir a la posición austral de la estrella en contraposición a Alphecca (α Coronae Borealis), estrella mucho más brillante en la constelación de Corona Boreal, con la que no debe confundirse a pesar del nombre parecido.
Alfecca Meridiana es una estrella blanca de la secuencia principal de tipo espectral A2V situada a 130 años luz del sistema solar. Con una temperatura superficial de 9100 K, su luminosidad es 31 veces mayor que la del Sol. Tiene una elevada velocidad de rotación de al menos 180 km/s. Considerando que su radio es 2,3 veces mayor que el radio solar, el período de rotación resultante es inferior a 18 horas.
Con una masa aproximada de 2,3 masas solares, se encuentra en la mitad de su vida como estrella de la secuencia principal, y finalizará sus días como una enana blanca relativamente masiva.
Al igual que otras estrellas blancas más conocidas, como Fomalhaut (α Piscis Austrini) o Denébola (β Leonis), Alfecca Meridiana muestra un exceso en la radiación infrarroja emitida, lo que sugiere la existencia de un disco de polvo alrededor.